# 香港復興會
香港復興會（英語：Hong Kong Resurgence），是香港城邦派政黨和文化組織。該組織成立於2014年，創黨主席是被稱為香港本土派開山祖師之一的陳云根。
香港復興會主張香港城邦自治，提倡以「永續基本法」的方式來實現永續香港自治，並建立以香港為中心的「華夏邦聯」。作為文化組織，該組織提倡復興華夏文明。該組織不定期舉辦各種活動，包括文化、政治講座及課程，亦有舉行祭祀活動及復興漢服。
2016年香港立法會選舉，香港復興會主席陳云根參選，聯同熱血公民李珏熙組成參選名單，代表熱普城聯盟在新界東選區競選立法會議席，但最終落選。

## 背景
根據該會的Facebook專頁簡介，香港復興會於2014年5月2日成立，取名自明朝的復社和清末的興中會，意在復興香港，光復華夏。復興會以城邦論為本，議題涵蓋文化保育、政策研究及政治遊說，倡議保護香港本土利益。

## 活動

### 「城邦讀書會」
香港復興會「城邦讀書會」會上，陳雲先生先解答早前在面書的提問，為何港爆先於支爆，再講解新五行論及其行事原則，黃老道術在當世如何應用，並選讀文章一二，點出二十一世紀經濟及民主之大困局。 
　 

### 「本土政綱」
香港復興會「本土政綱」，包括四大綱領，就是為香港定出施政的權責，以「實然主權」確認香港自治城邦；第二就是要確定香港人的「國民身份」和公民責任；第三是保本土之資源，例如取回移民審批權力，主導本土人口政策；第四就是向外擴張香港經濟及文化。

## 政治參與

### 雨傘革命
2014年9月28日雨傘革命發生，事件為期79天直至12月15日。香港復興會積極投入事件，在旺角佔領區皆有其成員參與其中，而在旺角設立了「城邦論壇」，成員討論香港城邦的可能性。

### 「五區公投，全民制憲」
香港復興會、熱血公民及普羅政治學苑聯合參與2016年舉行的立法會地區直選。三個組織將派人於五區參選，以「五區公投，全民制憲，永續基本法」為共同綱領。在2月29日，黃毓民、陳雲、黃洋達、鄭松泰及鄭錦滿向傳媒公佈參選計劃，並以「爭取民意授權，推動全民制憲」為目標。

## 選舉

### 立法會選舉
| 選舉 | 民選得票 | 民選得票比例 | 地方選區議席 | 功能界別議席 | 總議席 | +/- |
| 2016 | 23,635   | 4.07%        | 0            | 0            | 0 / 70 | 0 ━ |

## 外部連結
- 香港復興會的Facebook專頁